# Cerkev sv. Lucije, Lucija
Cerkev sv. Lucije je župnijska cerkev Župnije Lucija in se nahaja v središču  Lucije, ob kanalu potoka Fazan.
Župnijska cerkev je posvečena sv. Luciji, priljubljeni svetnici iz zgodnjekrščanske dobe. Po tej cerkvici je ime dobilo tudi naselje, ki so ga iz Sveta Lucija v Lucija preimenovali leta 1961.

## Zgodovina
Sedanja župnijska cerkev v Luciji je ena od nekdaj osmih cerkva, ki so jih v bližini solin dali zgraditi piranski solinarji, ohranjeni sta samo dve, v Seči in v Luciji.
Cerkvica sv. Lucije je bila zagotovo zgrajena pred letom 1541, saj je tega leta zanjo znani beneški slikar Benedetto Carpaccio po naročilu piranskih solinarjev naslikal podobo Marije na prestolu z Detetom Jezusom, sv. Jurijem in sv. Lucijo (Madonna in Trono con il Bambino Gesù e i Santi Giorgio e Lucia), ki je bila kasneje prenesena v direkcijo solin in zatem v mestno hišo v Piranu.
Ob eksodusu italijansko govorečih prebivalcev v Italijo po drugi svetovni vojni, so med drugimi s seboj odpeljali tudi to umetnino, dolgo vrsto let je bila v Beneški palači v Rimu, danes pa jo hranijo v mestnem muzeju Sartorio v Trstu.
Cerkvica je bila predelana v obdobju med obema vojnama, leta 1934 so jo namreč podaljšali za 4 metre.
Nazadnje je bila prenovljena leta 1981, po načrtih arhitekta Kvaternika je dobila nov tlak, oltarno mizo, krstilnik, ambon ter sedilije. Sedanjo oltarno sliko Marije pomočnice kristjanov med sv. Jurijem in sv. Lucijo je naslikal Ciril Jerič.

## Arhitekturne značilnosti in cerkvena oprema
Baročni glavni oltar je delo piranskega kamnoseka Gaspara Albertinija, nekoč s sliko Benedetta Carpaccia, današnja oltarna slika je njena slaba kopija. Fasado cerkvene stavbe zaključuje trikotno čelo s preslico, v kateri je zvon, vendar o njem ni pisnih virov.

## Zvon sv. Lucije
Zvon v preslici je italijanske izdelave. Jasno se namreč vidi specifična oblika z zaobljenim zgornjim delom, kjer klobuk preide v bok zvona, ter oster udarni rob. Po obroču pod udarnim robom ima okrasje, ki je značilno za Italijanske zvonarje. Zvon je na jarem obešen s šesterokrako krono, ki je zgoraj zaokrožena, kar je tudi značilnost italijanskih zvonarjev. Poleg tega šesterokraka krona zvona nakazuje na to, da je bil vlit proti koncu 19. stoletja  ali v začetku 20. stoletju, saj so Italijani na tovrsten način izdelave krone prešli relativno pozno (pri nas se je začela uveljavljati na prehodu v 19. stoletje).